# فتحة تهوية

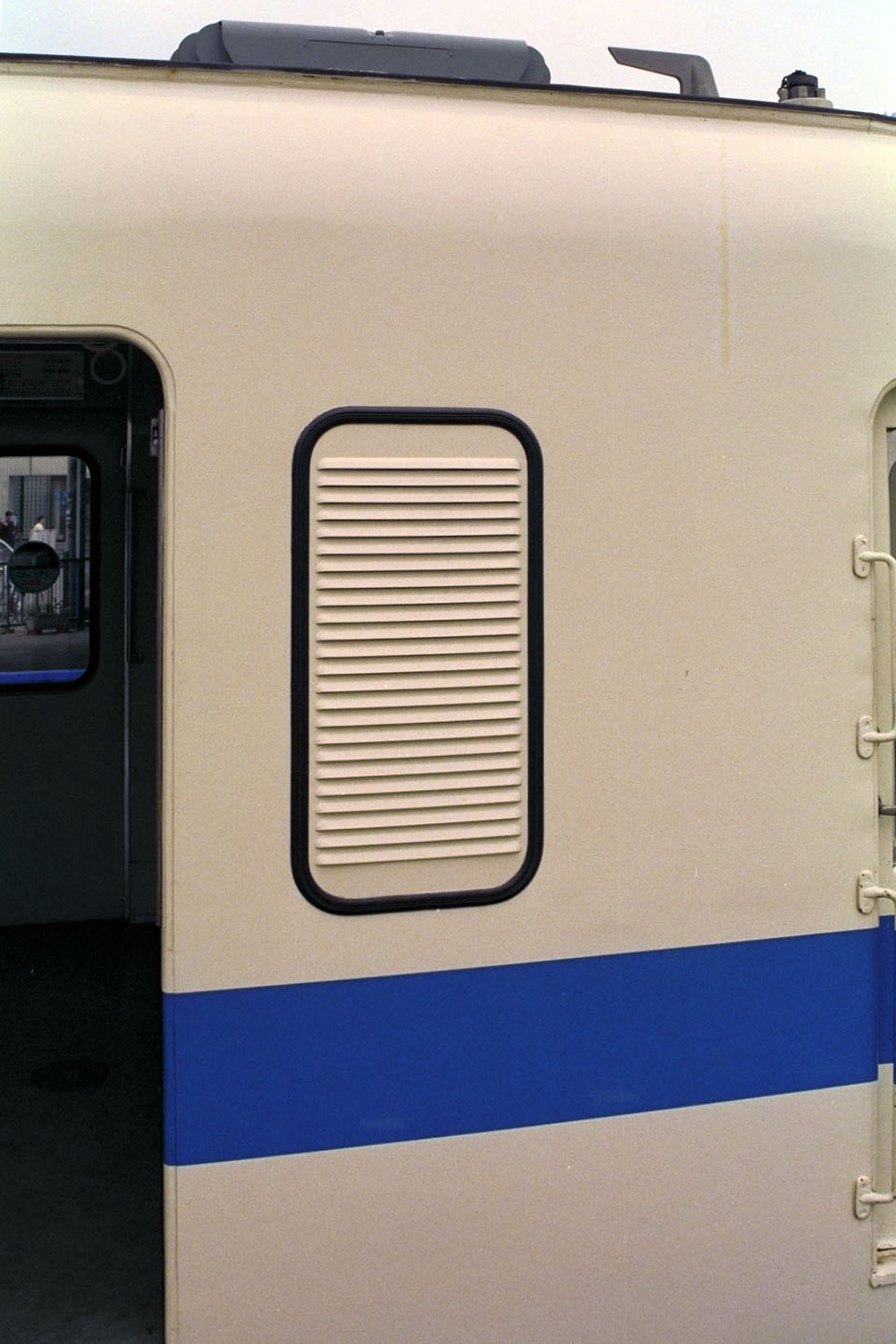
كو قطار ياباني

النافذة التفراجية أو فتحة تحوية أو الكَوُّ أو الكوَّة (ج. كِواء، كُوى، كوّات) هي نافذة ذات فتحات شريطة للتهوية والتشمس. توجد في الجزء العلوي من بعض المنازل، وفي الأصل، كانت لبيوت العصور الوسطى.